# Поєдинок на острові
«Поєдинок на острові» (фр. Le combat dans l'île) — французька політична драма, поставлена у 1962 році режисером Аленом Кавальє за участі Ромі Шнайдер та Жан-Луї Трентіньяна у головних ролях.

## Синопсис
Син французького промисловця Клеман (Жан-Луї Трентіньян) входить до таємного войовничого крила правої організації, яка для досягнення своїх цілей використовує усі засоби, в тому числі й насильницькі. Дружина Клемана Анна (Ромі Шнайдер), колишня німецька акторка, кинула кар'єру, щоб бути турботливою дружиною. Знаючи про екстремістські погляди чоловіка, вона підозрює, що він дійсно може вбити людину, якщо це буде необхідно. Клеман часто поводить себе з Анною брутально, особливо на людях, що як стверджує вона, є причиною її колишньої знаменитості. Клеман вважає що Анна поводиться як повія, але незважаючи на це, вона змушена залишатися з ним у шлюбі.
Після невдалого убивства одного з комуністичних лідерів та зради товариша, Клеман з Анною вимушені переховуватися у заміському будинку друга дитинства Клемана Поля, який нічого не знає про екстремістські погляди Климана. Після встановлення зрадника, Клеман має намір помститися. А його дружина виявляє, що Пол її приваблює…

## У ролях
| Ромі Шнайдер       | ···· | Анна    |
| Жан-Луї Трентіньян | ···· | Клеман  |
| Анрі Серр          | ···· | Поль    |
| Діана Лепр'є       | ···· | Сесіль  |
| Роберт Буске       | ···· | Люсьєн  |
| Жак Берліоз        | ···· | батько  |
| Арман Меффр        | ···· | Андре   |
| Моріс Гаррель      | ···· | Террасс |
| Марсель Кювельє    | ···· |         |
| П'єр Ассо          | ···· | Серж    |